# Alain Barrière
Alain Barrière, pseudonimo di Alain Bellec (La Trinité-sur-Mer, 18 novembre 1935 – Arradon, 18 dicembre 2019), è stato un cantante francese.

## Biografia
Nato in un villaggio della costa bretone da una famiglia di grossisti di prodotti ittici, studiò a Parigi presso l'École Nationale Supérieure d'Arts et Métiers ottenendo un diploma di ingegnere generalista. Intanto scrisse le prime canzoni che sottopone, senza molta fortuna, a qualche editore musicale.
Nel 1961 arrivò l'opportunità di farsi conoscere, in un concorso la cui finale si svolse all'Olympia. Presentatosi con la canzone Cathy, arrivò undicesimo su 12 concorrenti, ma riuscì ugualmente ad ottenere un ingaggio discografico con la RCA francese. 
Nel 1963 venne scelto per rappresentare la Francia all'Eurofestival e arrivò quinto con la sua composizione Elle était si jolie.
La RCA Records decise di lanciarlo anche in Italia e affidò a Gino Paoli l'adattamento delle canzoni in italiano. Uscì così anche in Italia il brano dell'Eurofestival, intitolato in italiano Era troppo carina; sull'altra facciata del 45 giri venne incisa una canzone di buon impatto, dal titolo E più ti amo (Plus je t'entends) che entrò nella hit parade italiana nella primavera 1964 rendendo popolare il cantante anche in Italia.

### Il successo diMa vie
Alla fine dell'anno lanciò un altro singolo, Vivrò (Ma vie), che questa volta Paoli tradusse con Sergio Bardotti. Il successo del brano spinse la casa discografica a selezionare l'artista per il successivo Sanremo, ma le divergenze tra l'organizzazione dell'evento e la RCA porteranno al ritiro dalla manifestazione di tutti i cantanti dell'etichetta, tra cui Louiselle, Paul Anka e Dalida. 
Il brano destinato al Festival, Quattro ragioni per non amarti, venne pubblicato ugualmente ma senza esiti commerciali. La RCA continuò comunque a credere in lui e fece uscire anche un intero album di canzoni cantate in italiano, ma la scarsa propensione dell'artista a promuovere i suoi lavori in Italia lo fece dimenticare presto dal pubblico.
Altri dischi in italiano furono incisi negli anni successivi, ma non raggiungeranno più la classifica, pur interpretati e arrangiati con classe ed eleganza. Tra questi si ricordano Ai primi giorni dell'aprile e Dov'eri tu.

### Artista scomodo
In Francia interpretò un film nel 1966 e continuò a mietere successi, ma intanto si fece strada la sua fama di artista indisciplinato e scontroso. I rapporti con la stampa e con i produttori divennero difficili, fino alla rottura del contratto discografico e alla creazione nel 1970 di una propria etichetta indipendente, la Albatros. Le sue successive incisioni piacquero allo zoccolo duro dei fedelissimi, ma non trovarono spazio nella programmazione in radio e in televisione. Fece eccezione nel 1975 Tu t'en vas, duetto con Noëlle Cordier, che volò in testa alle classifiche vendendo in Francia più di un milione di copie del 45 giri e circa 200.000 album, e raggiungendo un uguale record di vendite anche in Germania, impresa mai riuscita a un cantante francese eccezion fatta per Édith Piaf.
Con gli incassi di questo momento fortunato, decise di acquistare un castello in Bretagna e di trasformarlo in ristorante-sala da concerto-discoteca, dove spesso si esibì con la sua compagna. Mal consigliato da amici e sfruttatori, si ritrovò però nei guai con il fisco e fu costretto a lasciare la Francia per gli Stati Uniti e successivamente il Canada.
Tornato in Francia, riprese a gestire il castello-ristorante e tentò un rilancio nel 1997 con l'uscita di una raccolta dei suoi successi rimasterizzati in CD (Ma vie: Trente années de chansons) e di un album di nuove composizioni.
Nel 2003 decise di ritirarsi dalle scene dando l'ultimo concerto nel suo castello.

### Morte
Morì nel dicembre 2019 in seguito ad arresto cardiaco: dodici giorni prima era deceduta sua moglie. Al funerale prese parte Jean-Marie Le Pen, suo amico sin dall'infanzia.

## Discografia italiana

### 45 giri
- 1964, Era troppo carina / E più ti amo, RCA Victor, 45N 1398
- 1964, Vivrò / Maria la bionda, RCA Victor, 45N 1408
- 1965, Quattro ragioni per non amarti / Vorrei, RCA V. 45N 1458
- 1966, Tu/Due uomini veri, Barclay
- 1967, Una banale bella storia / Mare, Barclay
- 1967, Dov'eri tu / Cosa mi passa per la testa, Barclay NP 4025
- 1968, Ai primi giorni dell'aprile / Dov'eri tu, Barclay

### Album
- 1965, Alain Barrière, RCA Victor, ALPM 10177